# El Pueblo (primer distrito de La Estación)
El Pueblo fue uno de los distritos que integró la subdelegación de La Estación, en el antiguo departamento de San Fernando, provincia de Colchagua.
El territorio del distrito fue organizado por decreto del presidente José Joaquín Pérez Mascayano el 14 de agosto de 1867.

## Historia
El distrito, que ocupó el número 1.° de la subdelegación La Estación, fue creado por decreto supremo del 14 de agosto de 1867, que divide el departamento de San Fernando en veinte subdelegaciones y numerosos distritos. El documento determina así sus límites:

Al norte, por la calle de Talcahuano, desde la plaza hasta que se junta a la Alameda, y en seguida esta hasta que se une a la calle de la Estación o de las Delicias; al este, por la calle denominada de Botella, que se extiende de norte a sur un poco al oriente de la estación del ferrocarril, entre las propiedades de don Juan N. Riveros y don José María Díaz hasta el punto en que cruza la línea férrea; al sur, esta misma calle que se dirige al poniente con el nombre de Tres Montes; y al oeste, por la de Valdivia.

El Decreto con Fuerza de Ley N.° 8.583 del 30 de diciembre de 1927 redistribuye el territorio del departamento de San Fernando, y los distritos se suprimen.

## Administración
La administración del territorio estaba a cargo de un inspector, quien respondía a las órdenes del subdelegado, quien tenía la potestad de nombrarlos o removerlos dando cuenta al gobernador departamental.